# True Confessions Tour
True Confessions Tour es una gira del músico estadounidense Bob Dylan junto al grupo Tom Petty & the Heartbreakers.

## Trasfondo
La gira comenzó con dos conciertos en Nueva Zelanda y trece en Australia, antes de viajar a Japón para tocar en cuatro conciertos. Tanto Dylan como Tom Petty tomaron un descanso antes de volver a la carretera en junio para ofrecer una etapa norteamericana de 41 conciertos. Durante la gira, el grupo tocó dos conciertos en el RFK Stadium de Washington D. C., tres en el Madison Square Garden de Nueva York, y dos en el Spectrum de Filadelfia. La gira concluyó el 6 de agosto en Paso Robles (California). Un año después, Dylan volvió a salir de gira con Petty en el Temples in Flames Tour.

## Conciertos
| Fecha                 | Ciudad           | País           | Escenario                          |
| --------------------- | ---------------- | -------------- | ---------------------------------- |
| Oceanía               |                  |                |                                    |
| 5 de febrero de 1986  | Wellington       | Nueva Zelanda  | Wellington Athletic Park           |
| 7 de febrero de 1986  | Auckland         | Nueva Zelanda  | Mount Smart Stadium                |
| 10 de febrero de 1986 | Sídney           | Australia      | Sídney Entertainment Centre        |
| 11 de febrero de 1986 | Sídney           | Australia      | Sídney Entertainment Centre        |
| 12 de febrero de 1986 | Sídney           | Australia      | Sídney Entertainment Centre        |
| 13 de febrero de 1986 | Sídney           | Australia      | Sídney Entertainment Centre        |
| 14 de febrero de 1986 | Adelaida         | Australia      | Memorial Drive Park                |
| 17 de febrero de 1986 | Perth            | Australia      | Perth Entertainment Centre         |
| 18 de febrero de 1986 | Perth            | Australia      | Perth Entertainment Centre         |
| 20 de febrero de 1986 | Melbourne        | Australia      | Kooyong Stadium                    |
| 21 de febrero de 1986 | Melbourne        | Australia      | Kooyong Stadium                    |
| 22 de febrero de 1986 | Melbourne        | Australia      | Kooyong Stadium                    |
| 24 de febrero de 1986 | Sídney           | Australia      | Sídney Entertainment Centre        |
| 26 de febrero de 1986 | Sídney           | Australia      | Sídney Entertainment Centre        |
| 1 de marzo de 1986    | Brisbane         | Australia      | Lang Park                          |
| Asia                  |                  |                |                                    |
| 5 de marzo de 1986    | Tokio            | Japón          | Nippon Budokan                     |
| 6 de marzo de 1986    | Osaka            | Japón          | Osaka-jō Hall                      |
| 8 de marzo de 1986    | Nagoya           | Japón          | Aichi Prefectural Gymnasium        |
| 10 de marzo de 1986   | Tokio            | Japón          | Nippon Budokan                     |
| Norteamérica          |                  |                |                                    |
| 9 de junio de 1986    | San Diego        | Estados Unidos | San Diego Sports Arena             |
| 11 de junio de 1986   | Reno             | Estados Unidos | Lawlor Events Center               |
| 12 de junio de 1986   | Sacramento       | Estados Unidos | Cal Expo Amphitheatre              |
| 13 de junio de 1986   | Berkeley         | Estados Unidos | Hearst Greek Theatre               |
| 14 de junio de 1986   | Berkeley         | Estados Unidos | Hearst Greek Theatre               |
| 16 de junio de 1986   | Costa Mesa       | Estados Unidos | Pacific Amphitheatre               |
| 17 de junio de 1986   | Costa Mesa       | Estados Unidos | Pacific Amphitheatre               |
| 18 de junio de 1986   | Phoenix          | Estados Unidos | Arizona Veterans Memorial Coliseum |
| 20 de junio de 1986   | Houston          | Estados Unidos | Southern Star Amphitheater         |
| 21 de junio de 1986   | Austin           | Estados Unidos | Frank Erwin Center                 |
| 22 de junio de 1986   | Dallas           | Estados Unidos | Reunion Arena                      |
| 24 de junio de 1986   | Indianápolis     | Estados Unidos | Market Square Arena                |
| 26 de junio de 1986   | Minneapolis      | Estados Unidos | Hubert H. Humphrey Metrodome       |
| 27 de junio de 1986   | East Troy        | Estados Unidos | Alpine Valley Music Theatre        |
| 29 de junio de 1986   | Hoffman Estates  | Estados Unidos | Poplar Creek Music Theater         |
| 30 de junio de 1986   | Clarkston        | Estados Unidos | Pine Knob Music Theatre            |
| 1 de julio de 1986    | Clarkston        | Estados Unidos | Pine Knob Music Theatre            |
| 2 de julio de 1986    | Akron            | Estados Unidos | Rubber Bowl                        |
| 4 de julio de 1986    | Orchard Park     | Estados Unidos | Rich Stadium                       |
| 6 de julio de 1986    | Washington D. C. | Estados Unidos | Robert F. Kennedy Memorial Stadium |
| 7 de julio de 1986    | Washington D. C. | Estados Unidos | Robert F. Kennedy Memorial Stadium |
| 8 de julio de 1986    | Mansfield        | Estados Unidos | Great Woods Performing Arts Center |
| 9 de julio de 1986    | Mansfield        | Estados Unidos | Great Woods Performing Arts Center |
| 11 de julio de 1986   | Hartford         | Estados Unidos | Hartford Civic Center              |
| 13 de julio de 1986   | Saratoga Springs | Estados Unidos | Saratoga Performing Arts Center    |
| 15 de julio de 1986   | Nueva York       | Estados Unidos | Madison Square Garden              |
| 16 de julio de 1986   | Nueva York       | Estados Unidos | Madison Square Garden              |
| 17 de julio de 1986   | Nueva York       | Estados Unidos | Madison Square Garden              |
| 19 de julio de 1986   | Filadelfia       | Estados Unidos | The Spectrum                       |
| 20 de julio de 1986   | Filadelfia       | Estados Unidos | The Spectrum                       |
| 21 de julio de 1986   | East Rutherford  | Estados Unidos | Brendan T. Byrne Sports Arena      |
| 22 de julio de 1986   | Mansfield        | Estados Unidos | Great Woods Performing Arts Center |
| 24 de julio de 1986   | Bonner Springs   | Estados Unidos | Sandstone Amphitheater             |
| 26 de julio de 1986   | Morrison         | Estados Unidos | Red Rocks Amphitheatre             |
| 27 de julio de 1986   | Morrison         | Estados Unidos | Red Rocks Amphitheatre             |
| 29 de julio de 1986   | Portland         | Estados Unidos | Portland Civic Stadium             |
| 31 de julio de 1986   | Tacoma           | Estados Unidos | Tacoma Sundome                     |
| 1 de agosto de 1986   | Vancouver        | Canadá         | BC Place                           |
| 3 de agosto de 1986   | Inglewood        | Estados Unidos | Inglewood Forum                    |
| 5 de agosto de 1986   | Mountain View    | Estados Unidos | Shoreline Amphitheatre             |
| 6 de agosto de 1986   | Paso Robles      | Estados Unidos | Paso Robles Mid-State Fairground   |